# Grohoțele
Grohoțele – wieś w Rumunii, w okręgu Hunedoara, w gminie Buceș. W 2011 roku liczyła 224 mieszkańców.